# Ingela Ihrman
Ingela Elisabet Astrid Ihrman, född 12 mars 1985 i Kalmar, är en svensk performance- och installationskonstnär.
Ingela Ihrman utbildade sig 2004–2005 på Stenebyskolan i Dals Långed, 2005–2007 på Gerlesborgsskolan i Hamburgsund samt 2007–2012 på Konstfack i Stockholm.
Hon arbetar i sin konst ofta med förhållandet mellan människor och naturen, och hennes installationer har ofta inslag av performances. Hon medverkade i Modernautställningen 2018–2019 med The Inner Ocean, en installation baserad på en passionsblomma, inklusive  en performance med blomman fungerande som en kostym.
Ett konstprojekt 2017 var att trycka och distribuera 2.800 exemplar av en första utgåva av tidningen Seaweedsbladet till boende i stadsdelen Seved i Malmö, dit hon flyttade 2014. Seaweedsbladet utformades formmässigt som en vanlig lokal gratistidning, som det inte längre utgivna Sevedsbladet. Allt innehåll, i olika genrer, skrevs av henne själv, med hav och vatten som röd tråd. I tidningen ingick en artikel om vetenskapsfotografen Lennart Nilsson och en skönlitterär text om kärleksgudinnan Afrodite. I mittuppslaget fanns en bild av Ingela Ihrman liggande i sitt badkar, utklädd till mussla.
År 2018 medverkade Ingela Ihrman i Rum för Performance: Skiften, anordnad av Bildmuseet och Norrlandsoperan, med verket Vad gör ni här?.

## Venedigbiennalen 2019
Ingela Ihrman har utsetts att representera Norden i den nordiska paviljongen på den 58:e Venedigbiennalen 2019, tillsammans med konstnärsduon nabbteeri (Janne Nabb och Maria Teeri) från Finland samt Ane Graff från Norge. 
Temat för dessa konstnärer är förhållandet mellan människor och andra levande organismer i en tidsålder med klimatförändring och massutplåning av arter, under namnet The Exhibition Weather Report: Forecasting Future presents Nordic perspective.